# Mrs. Robinson
Pour les articles homonymes, voir Robinson.
Singles de Simon et Garfunkel
Scarborough Fair/Canticle The Boxer
Pistes de Bookends
Punky’s Dilemma A Hazy Shade of Winter
Mrs. Robinson est une chanson écrite par Paul Simon et enregistrée pour la première fois en 1968 par Simon et Garfunkel. D'abord lancée sur le marché en single, elle est la deuxième chanson du duo à atteindre les meilleures ventes aux États-Unis, après The Sound of Silence. Le succès des deux chansons est sans doute dû à leur présence sur la bande originale du film Le Lauréat (The Graduate), sorti en 1967, qui fut l'un des grands films de la fin des années 1960. La version finale de Mrs. Robinson se trouve sur l'album Bookends (1968).

## Histoire
« And here's to you, Mrs. Robinson,
Jesus loves you more than you will know. »
Dans Le Lauréat, le jeune Benjamin Braddock (joué par Dustin Hoffman) vient d'avoir son diplôme d'études supérieures. Alors que ses parents petits-bourgeois célèbrent sa réussite par une grande soirée en son honneur, le jeune Ben, préoccupé par son avenir, fuit les invités qui le harcèlent de conseils insistants, et se laisse séduire, un peu à reculons, par la femme d'un associé de son père, Mrs. Robinson (jouée par Anne Bancroft). Lorsque le film est sorti, la chanson n'était pas entièrement finie : ce n'est que lorsque le film devint célèbre que Paul Simon décida de la terminer.
Mike Nichols, le réalisateur du Lauréat, cherchait à tout prix une bande son pour son film ; son producteur, Larry Turman, avait donc passé un contrat avec Paul Simon pour qu'il écrive trois chansons. Cependant, le temps du montage du film, Simon n'avait rien écrit et refusa de faire quoi que ce soit car il était en tournée. Il accepta seulement de jouer quelques notes pour Nichols, celles d'une chanson sur laquelle il travaillait personnellement, une chanson censée parler « des temps passés - à propos de Mrs. Roosevelt et Joe DiMaggio ». Ce à quoi Nichols répondit : « Eh bien maintenant, c'est à propos de Mrs. Robinson, plus de Mrs. Roosevelt ».

## Joe DiMaggio
« Where have you gone, Joe DiMaggio?
Our nation turns its lonely eyes to you.
What's that you say, Mrs. Robinson?
Joltin' Joe has left and gone away. »
Paul Simon était un fan de Mickey Mantle. Ce dernier lui a donc demandé pourquoi ce n'était pas lui mais DiMaggio qui était mentionné dans la chanson. Paul Simon lui a répondu : « C'est une histoire de nombre de syllabes, Dick... ». Quant à DiMaggio, il s'est d'abord plaint, en disant qu'il n'était parti nulle part, mais s'est vite repris en voyant sa popularité monter grâce à cette chanson.
Après la mort de DiMaggio en mars 1999, Paul Simon expliqua dans un éditorial du New York Times[source insuffisante] que ce couplet était un hommage à l'homme sans prétention qu'était le joueur de baseball, à une époque où la culture populaire exagère et déforme la façon de percevoir les héros. Il ajouta qu'en ces temps de troubles politiques et d'affaires sexuelles privées aux heures de grande écoute, il pleurait Joe DiMaggio, pour sa grâce et sa dignité, son sens féroce de la vie privée, sa fidélité à l'égard de sa femme et le pouvoir de son silence. Paul Simon a interprété Mrs. Robinson en son honneur au Yankee Stadium en avril de la même année.

## Mrs Robinsonaucinéma
Après Le Lauréat, Mrs. Robinson est apparue sur plusieurs autres bandes originales de films :
- Wayne's World 2 (1993), pendant la scène parodique du film Le Lauréat,
- Forrest Gump (1994), où la chanson est utilisée quand Forrest montre sa blessure au postérieur au Président Johnson,
- American Pie 2 (2001), dans un passage mettant en scène un jeune homme et une femme plus âgée, comme dans la scène originale du Lauréat,
- La rumeur court... (2005).
- Le Loup de Wall Street (The Wolf of Wall Street) de Martin Scorsese (2013), version chantée par The Lemonheads
- Once Upon a Time… in Hollywood (2019) de Quentin Tarantino,
- Fifty Shades of Grey (2015), Anastasia compare Elena Lincoln (Kim Basinger dans Fifty Shades Darker) à "Mrs Robinson" car cette dernière a initié Christian au Sadomasochisme à l'âge de 14 ans.

## Reprises
- Frank Sinatra a repris Mrs. Robinson pour en faire une chanson ironique dans son album My Way (1969). Il a changé quelques phrases, notamment « Jesus » qui est devenu « Jilly », le prénom d'une amie serveuse de Sinatra. Il a également ajouté un nouveau couplet qui fait référence aux activités de Mrs. Robinson dans Le Lauréat :

« The PTA, Mrs. Robinson,
Won't okay the way you do your thing
Ding ding ding.
And you'll get yours, Mrs. Robinson
Foolin' with that young stuff like you do
Boo hoo hoo, woo woo woo. »
- Les Lemonheads ont repris cette chanson bien que leur version soit souvent attribuée par erreur au groupe Weezer ou encore au groupe Cake. On peut entendre la version des Lemonheads dans American Pie 2, Wayne's World 2 ainsi que dans Le Loup de Wall Street. Les Lemonheads ont republié leur album It's Shame About Ray en y incluant la reprise de Mrs. Robinson après le succès du single.
- Billy Paul l'a reprise en version swing.
- Le groupe de soul Booker T. & the M.G.'s pour une version instrumentale en 1969.
- Encore une reprise instrumentale dans un style jazz funk par le James Taylor Quartet sur l'album Mission Impossible.
- Le groupe Graduate (dans lequel on retrouve les futurs Tears for Fears Roland Orzabal et Curt Smith) reprenait souvent sur scène cette chanson ; le nom de leur groupe est d'ailleurs une référence au film Le Lauréat.
- Bon Jovi a repris Mrs. Robinson lors d'un concert. Elle est sur le disque bonus de l'édition limitée de l'album These Days, sorti en 1995.
- Le duo de rock Indigo Girls l'a reprise pour accompagner la série télévisée Desperate Housewives.
- Hank Marvin (soliste des "The Shadows") dans son album "Heartbeat"
- Le groupe de folk américain Andrew Jackson Jihad fait référence à Mrs Robinson dans sa chanson "People II : The Reckoning"
- Yūko Nakazawa et Natsumi Abe reprennent en duo cette chanson sur l'album de reprises FS5 Sotsugyō, sorti en 2004.
- Roch Voisine reprend quant à lui cette chanson dans son album Americana III, sorti en juin 2010.
- Paul Desmond l'a également reprise